# Marathon des premières côtes de Blaye
Le Marathon des Vins de Blaye est une course pédestre de 42,195 km empruntant chaque année depuis 2004 les vignobles et les routes du Blayais. 
Le parcours est assez difficile : il est émaillé de plusieurs faux plats, il compte plusieurs passages de graves (sentiers dans les vignobles) dans sa première partie, la deuxième partie compte des côtes. Il traverse des châteaux viticoles. Depuis 2008 le marathon se court le samedi et dans l'autre sens. Les plus grosses difficultés du parcours se trouvant dorénavant sur le premier semi.

## Les différentes éditions

### 2004
Le premier marathon des Vins de Blaye 2004 a eu lieu le dimanche 20 juin 2004.
Son parcours traversait: Blaye, Saint-Martin-Lacaussade, Saint-Genès-de-Blaye,
Fours, Saint-Androny, Anglade, Eyrans, Fours, Saint-Seurin-de-Cursac,
Mazion, Saint-Paul, Cars, Berson, Saint-Ciers-de-Canesse,
Plassac et Blaye.
165 coureurs ont pris le départ et 163 sont arrivés.

### 2005
Le marathon des Vins de Blaye 2005 a eu lieu le dimanche 15 mai 2005.
302 coureurs au départ et 297 arrivés.

### 2006
Le marathon des Vins de Blaye 2006 a eu lieu le dimanche 14 mai 2006.
341 coureurs au départ et 327 à l'arrivée.

### 2007
Le marathon des Vins de Blaye 2007 a eu lieu le dimanche 13 mai 2007.
Il y a eu 422 inscrits, 416 au départ et 394 arrivés.

### 2008
Le marathon des Vins de Blaye 2007 aura lieu le dimanche 18 mai 2008.